# Harbouey
Harbouey est une commune française située dans le département de Meurthe-et-Moselle en région Grand Est.

## Géographie
- 1Carte dynamique
- 2Carte OpenStreetMap
- 3Carte topographique
- 4Carte avec les communes environnantes

| Blâmont    | Frémonville | Cirey-sur-Vezouze |
| Barbas     | Harbouey    | Petitmont         |
| Halloville | Nonhigny    | Parux             |

### Hydrographie
La commune est dans le bassin versant du Rhin au sein du bassin Rhin-Meuse. Elle est drainée par le ruisseau de l'Étang Gresson, le ruisseau des Aulnes, le ruisseau du Moulin, le ruisseau la Petite Embanie et le ruisseau le Vacon,.

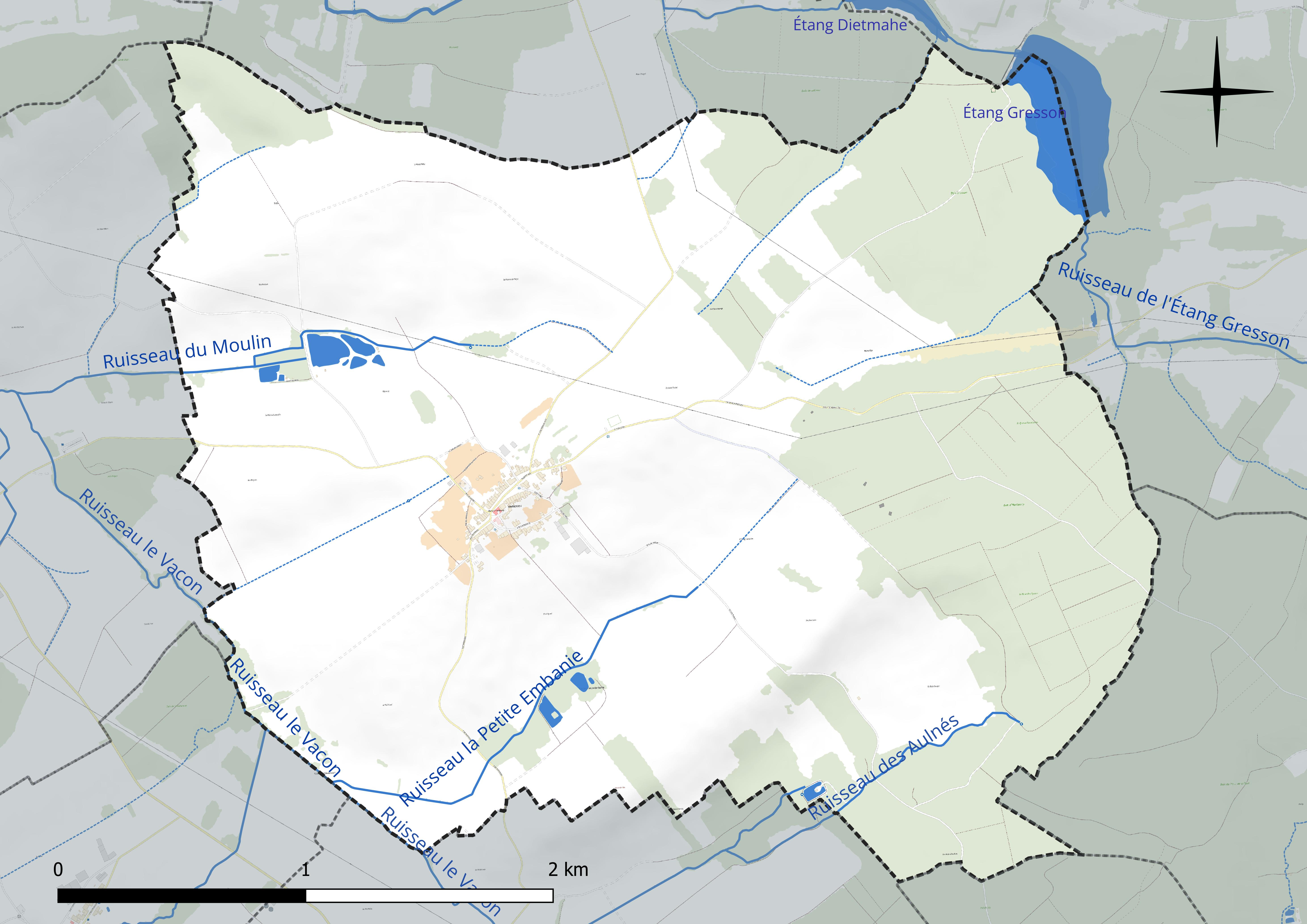
Réseau hydrographique d'Harbouey.

Un plan d'eau complète le réseau hydrographique : l'étang Gresson, d'une superficie totale de 19,7 ha (8,1 ha sur la commune),.

### Climat
Pour des articles plus généraux, voir Climat du Grand Est et Climat de Meurthe-et-Moselle.
En 2010, le climat de la commune est de type climat des marges montargnardes, selon une étude du Centre national de la recherche scientifique s'appuyant sur une série de données couvrant la période 1971-2000. En 2020, Météo-France publie une typologie des climats de la France métropolitaine dans laquelle la commune est exposée à un climat semi-continental et est dans la région climatique  Vosges, caractérisée par une pluviométrie très élevée (1 500 à 2 000 mm/an) en toutes saisons et un hiver rude (moins de 1 °C). 
Pour la période 1971-2000, la température annuelle moyenne est de 9,4 °C, avec une amplitude thermique annuelle de 16,8 °C. Le cumul annuel moyen de précipitations est de 918 mm, avec 12,6 jours de précipitations en janvier et 9,9 jours en juillet. Pour la période 1991-2020, la température moyenne annuelle observée sur la station météorologique de Météo-France la plus proche, « St Maurice », sur la commune de Saint-Maurice-aux-Forges à 7 km à vol d'oiseau, est de 10,5 °C et le cumul annuel moyen de précipitations est de 837,4 mm. 
La température maximale relevée sur cette station est de 39,2 °C, atteinte le 25 juillet 2019 ; la température minimale est de −19,9 °C, atteinte le 1er mars 2005,,. 
Les paramètres climatiques de la commune ont été estimés pour le milieu du siècle (2041-2070) selon différents scénarios d'émission de gaz à effet de serre à partir des nouvelles projections climatiques de référence DRIAS-2020. Ils sont consultables sur un site dédié publié par Météo-France en novembre 2022.

## Urbanisme

### Typologie
Au 1er janvier 2024, Harbouey est catégorisée commune rurale à habitat dispersé, selon la nouvelle grille communale de densité à sept niveaux définie par l'Insee en 2022.
Elle est située hors unité urbaine et hors attraction des villes,.

### Occupation des sols
L'occupation des sols de la commune, telle qu'elle ressort de la base de données européenne d’occupation biophysique des sols Corine Land Cover (CLC), est marquée par l'importance des territoires agricoles (64,7 % en 2018), en diminution par rapport à 1990 (68,3 %). La répartition détaillée en 2018 est la suivante : 
terres arables (36 %), forêts (30,9 %), prairies (28,4 %), zones urbanisées (3,6 %), eaux continentales (0,8 %), zones agricoles hétérogènes (0,3 %). L'évolution de l’occupation des sols de la commune et de ses infrastructures peut être observée sur les différentes représentations cartographiques du territoire : la carte de Cassini (XVIIIe siècle), la carte d'état-major (1820-1866) et les cartes ou photos aériennes de l'IGN pour la période actuelle (1950 à aujourd'hui).

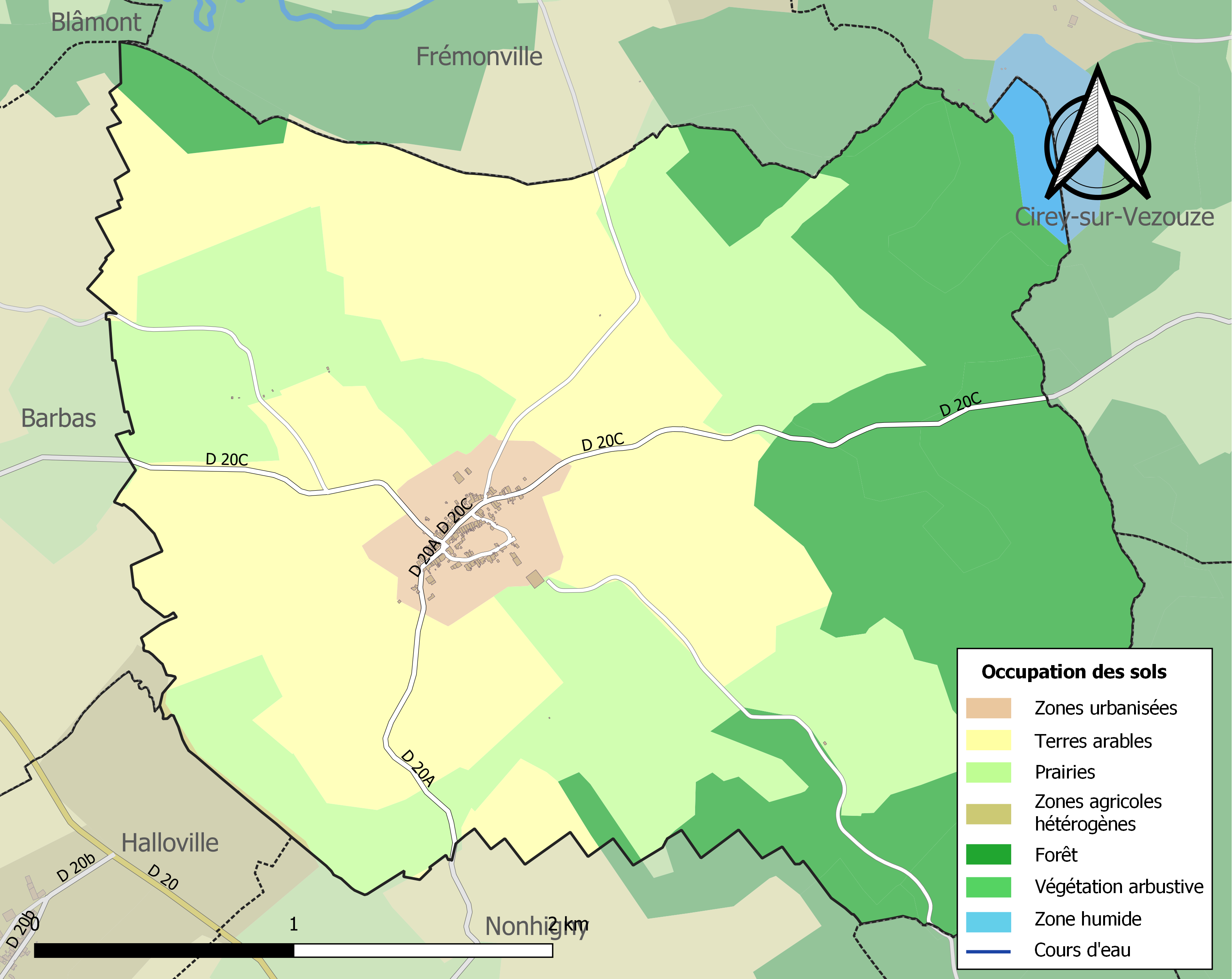
Carte des infrastructures et de l'occupation des sols de la commune en 2018 (CLC).

## Toponymie
Le nom de la localité est attesté sous les formes Ecclesia d’Harbouey (1245) ; Herboye (XIIIe siècle) ; Herboytingen (1363) ; Moulin de Gellendel près Herbouier (1413) ; Herbouier et Harboier (1427) ; Herboier (1433) ; Herboué (1590) ; Harbouay (1779) ; Harboué.

- Son nom vient du mot signifiant bois, en patois lorrain[réf. nécessaire]. Du latin herba et suffixe -etum[18].

## Histoire
- Fief français enclavé dans le duché de Lorraine jusqu'au XVIIIe siècle.
- Faïencerie aux XVIIe - XVIIIe siècle.
- Dommages au cours de la guerre 1914-1918.

## Politique et administration
| Période                                  | Période   | Identité                                     | Étiquette | Qualité        |
| ---------------------------------------- | --------- | -------------------------------------------- | --------- | -------------- |
| Les données manquantes sont à compléter. |           |                                              |           |                |
| mars 2001                                | mars 2008 | Danièle Dreyer                               |           |                |
| mars 2008                                | En cours  | André Thiebo, Réélu pour le mandat 2020-2026 |           | Ancien employé |

## Population et société

### Démographie
L'évolution du nombre d'habitants est connue à travers les recensements de la population effectués dans la commune depuis 1793. Pour les communes de moins de 10 000 habitants, une enquête de recensement portant sur toute la population est réalisée tous les cinq ans, les populations de référence des années intermédiaires étant quant à elles estimées par interpolation ou extrapolation. Pour la commune, le premier recensement exhaustif entrant dans le cadre du nouveau dispositif a été réalisé en 2005.

En 2022, la commune comptait 134 habitants, en évolution de +15,52 % par rapport à 2016 (Meurthe-et-Moselle : −0,13 %, France hors Mayotte : +2,11 %).
| 1793 | 1800 | 1806 | 1821 | 1831 | 1836 | 1841 | 1846 | 1851 |
| ---- | ---- | ---- | ---- | ---- | ---- | ---- | ---- | ---- |
| 465  | 509  | 519  | 574  | 626  | 586  | 604  | 622  | 634  |

| 1856 | 1861 | 1872 | 1876 | 1881 | 1886 | 1891 | 1896 | 1901 |
| ---- | ---- | ---- | ---- | ---- | ---- | ---- | ---- | ---- |
| 553  | 530  | 489  | 453  | 436  | 398  | 411  | 382  | 355  |

| 1906 | 1911 | 1921 | 1926 | 1931 | 1936 | 1946 | 1954 | 1962 |
| ---- | ---- | ---- | ---- | ---- | ---- | ---- | ---- | ---- |
| 344  | 324  | 234  | 245  | 261  | 242  | 205  | 220  | 190  |

| 1968 | 1975 | 1982 | 1990 | 1999 | 2005 | 2006 | 2010 | 2015 |
| ---- | ---- | ---- | ---- | ---- | ---- | ---- | ---- | ---- |
| 171  | 139  | 112  | 100  | 94   | 118  | 121  | 106  | 115  |

| 2020 | 2022 | - | - | - | - | - | - | - |
| ---- | ---- | - | - | - | - | - | - | - |
| 129  | 134  | - | - | - | - | - | - | - |

## Culture locale et patrimoine

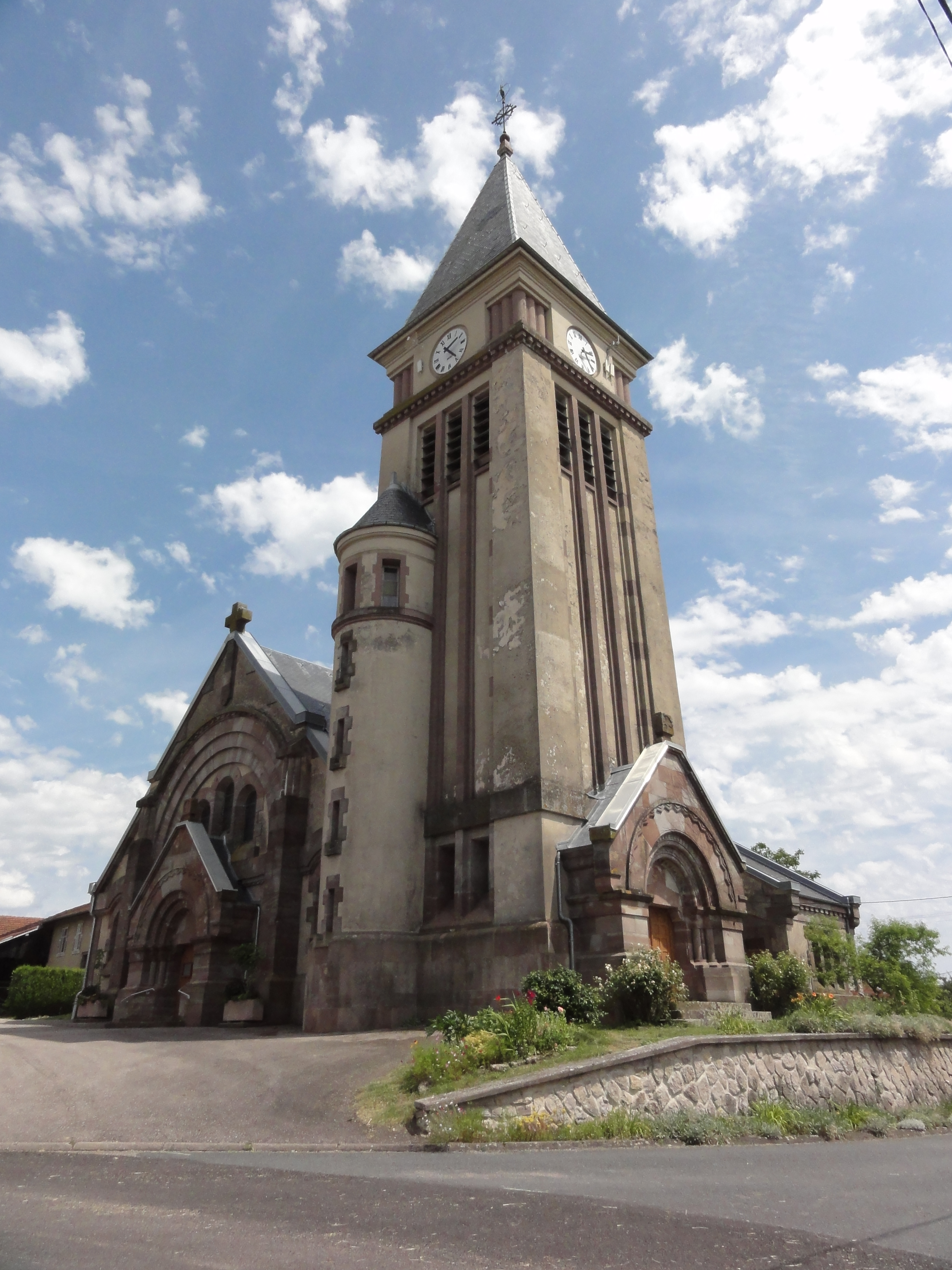
L'église.

### Lieux et monuments
- Château XVIe siècle.
- Maisons XVIIe siècle.
- Église Saint-Pierre, entièrement reconstruite en 1923-1925[25] sur les plans de l'architecte Lauthe, de Nancy ; l'ancien édifice ayant été totalement détruit lors de la Première Guerre mondiale. L'ameublement intérieur est en partie (ou totalement ?) dû à Jules Cayette[26] qui réalise le maître-autel, les fonts baptismaux...

### Personnalités liées à la commune
- François Balthazar Lafrogne, homme politique né le 11 mars 1769 à Harbouey (Meurthe-et-Moselle) et décédé le 23 août 1845 à Blâmont (Meurthe-et-Moselle).

### Héraldique
| Blason de Harbouey | Blason  | D'or à la bande de gueules chargée de trois fleurs de lis d'argent posées dans le sens de la bande, accompagnée de deux lions de gueules armés, lampassés et couronnés d'argent. |
| Blason de Harbouey | Détails | Le statut officiel du blason reste à déterminer. |